# 奇里乞亚山口
奇里乞亚山口（Cilician Gates或Gülek Pass）是托魯斯山脈中的一个山口，位於土耳其南部，连接着奇里乞亚的低地平原到安那托利亞高原，最高处海拔1000米。几千年以来，奇里乞亚山口都是商业与军事的主要动脉。欧洲E90公路經過該地。